# Automatic Program Search System

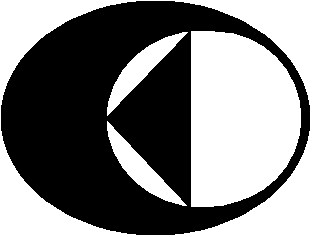
Das Logo von APSS

Das Automatic Program Search System, auch Auto Program Search System oder abgekürzt APSS, ist eine von Sharp herausgebrachte Technik für Audiokassettenspieler, um auf Audiokassetten – ähnlich wie auf dem moderneren Medium CD – automatisch zum Anfang des nächsten oder vorherigen Titels zu spulen. Das APSS gibt es sowohl bei Geräten mit mechanischen Tasten als auch bei Geräten mit elektronischen Tasten. Es gab auch Plattenspieler mit dieser Funktion, die aber technisch anders funktionierte.

## Funktionsweise

### Mechanische Tasten
Wenn man bei einem Audiokassettenspieler mit APSS während der Wiedergabe auf die Taste zum Vorspulen oder auf die Taste zum Zurückspulen drückt, dann wird über eine Mechanik die Andruckrolle von der Tonwelle abgehoben und der Tonkopfträger gegen eine Federkraft ein Stück weit vom Magnetband zurückgezogen. Der Tonkopf hat nun noch einen leichten Kontakt zum Tonband. Die Wiedergabetaste bleibt eingerastet, und die Spultaste rastet zusätzlich ein. Dann wird das Tonband je nach gedrückter Spultaste vor- oder zurückgespult, bis auf dem Tonband eine längere Pause oder sehr leise Stelle mit einer Wiedergabedauer von mindestens einigen Sekunden auftritt. Diese Stelle wird vom Tonkopf und der Steuerungselektronik erkannt, welche die Rastung der jeweiligen Spultaste entriegelt. Diese springt nun wieder per Federkraft in die Ruhelage zurück. Dadurch wird der Spulvorgang beendet und der Tonkopfträger und die Andruckrolle werden wieder in die normale Wiedergabeposition gebracht. Die Wiedergabe wird dann an der gefundenen Pause fortgesetzt.

### Elektronische Tasten
Der Ablauf ist im Prinzip wie bei den mechanischen Tasten, jedoch rasten die Tasten nicht ein, und die Bewegungen der Mechanik werden von einem Elektromotor angetrieben.

## Nachteile des Systems
- Das Spulen mit teilweise ausgefahrenem Tonkopf führt zu einer hohen Belastung des Tonkopfes und des Tonbandes.
- Für die Funktion sind Pausen zwischen den Titeln notwendig. Titelgrenzen ohne Pausen können nicht gefunden werden.
- Sehr leise Passagen innerhalb eines Titels können fälschlich als Beginn eines neuen Titels detektiert werden.
- Man kann keine bestimmten Titelnummern anspringen.

## Unterstützte Produkte

### Radiorecorder
| Modell-Bezeichnung | Beschreibung                                      | Baujahr |
| ------------------ | ------------------------------------------------- | ------- |
| GF-500             | Stereo-Radiorecorder mit zwei Kassettenlaufwerken | 1983    |
| GF-5454            | Stereo-Radiorecorder                              | 1982    |
| GF-5757            | Stereo-Radiorecorder                              | 1985    |
| GF-6500H           | Mono-Radiorecorder                                | 1978    |
| GF-7300            | Stereo-Radiorecorder                              | 1978    |
| GF-8181            | Stereo-Radiorecorder                              | 1978    |
| GF-9191            | Stereo-Radiorecorder                              | 1978    |

### Kassettendecks
| Modell-Bezeichnung | Beschreibung                                        | Baujahr |
| ------------------ | --------------------------------------------------- | ------- |
| RT-1157            | Kassettendeck mit mechanischen Tasten               | 1978    |
| RT-30              | Kassettendeck mit mechanischen Tasten               | 1980    |
| RT-31              | Kassettendeck mit mechanischen Tasten               | 1981    |
| RT-350             | Autoreverse-Kassettendeck mit elektronischen Tasten | 1983    |

### Plattenspieler
- RP-114 (Optonica): Plattenspieler mit senkrecht stehender Platte, beidseitiger Abtastung und elektronischer Steuerung (1982)[12][13]

## Andere Hersteller
Eine entsprechende Funktion gibt es auch bei besseren Kassettendecks anderer Hersteller, üblicherweise mit elektronischen Tasten, z. B. dem Akai GX-32, GX-52 und höher, dort als IPSS (Instant Program Searching System) bezeichnet. Durch mehrmaliges Drücken der Spultaste kann man auch zwei oder mehr Pausen weiter springen. Es gibt eine spezielle Funktion, um bei der Aufnahme eine Pause von 4 Sekunden zu erzeugen. Durch die glasbeschichteten Tonköpfe wird der Verschleiß stark reduziert.